# William de Forz, Count of Aumale († 1260)
William de Forz, Count of Aumale (auch de Fortibus) (* vor 17. Dezember 1216; † 1260 in Amiens) war ein englischer Magnat.

## Herkunft
William de Forz war der älteste Sohn seines gleichnamigen Vaters William de Forz, Count of Aumale und von dessen Frau Aveline, einer Tochter von Richard de Montfichet († 1203), Gutsherr von Stansted in Essex. Sein Vater führte den Titel Count of Aumale als englischer Prätendent auf die Grafschaft Aumale in der Normandie, die seine Großmutter Hawise noch besessen hatte, doch die 1196 von Frankreich besetzt und mit dem Französisch-Englischen Kriegs 1214 endgültig verloren wurde, verfügte als Lord of Holderness aber auch um umfangreichen Grundbesitz in Nordengland. Dabei entwickelte sich der Familienname von Forz zu Fortibus, wobei beide Formen noch parallel verwendet wurden.

## Erste Heirat und Ansprüche auf Chestershire
Sein Vater stellte während des Ersten Kriegs der Barone seinen Sohn William am 17. Dezember 1216 dem Regentschaftsrat als Geisel, vermutlich gehörte er zu den Kindern, die bereits einige Monate zuvor zusammen mit ihren Müttern nach Devizes Castle gebracht worden waren. Danach wird William erst 1234 wieder genannt, als er Christiana, eine Tochter des schottischen Lords Alan of Galloway und dessen Frau Margaret, der ältesten Schwester von John of Scotland, dem späteren Earl of Chester, heiratete. Seine Gattin wurde 1235 Teilerbin der Ländereien ihres Vaters in Galloway und 1237 Teilerbin des Anspruchs ihrer Mutter auf Chestershire. Nach dem Tod von John of Scotland 1237 behauptete Forz, dass Chestershire als Pfalzgrafschaft unteilbar sei und dass seine Frau als älteste Erbin die Ländereien und den Titel Earl of Chester erben müsse. Der Titel wurde Forz zunächst gerichtlich zugesprochen, während die Ländereien unter den Erbinnen aufgeteilt wurden. Unter Druck von König Heinrich III. verzichteten die anderen Erben jedoch auf ihre Ansprüche, so dass Chestershire an die Krone fiel. Die Erben erhielten als Entschädigung andere Ländereien, und im Oktober 1241 gaben auch Forz und seine Frau ihre Ansprüche auf. Christiana starb jedoch kinderlos 1246, so dass Forz auf die Erbansprüche seiner Frau verzichten musste. 
Forz Vater war im März 1241 gestorben, und am 18. September 1241 hatte Forz dem König gehuldigt, worauf er das Erbe seines Vaters antreten durfte. Dazu gehörten Cockermouth, Cumberland sowie Skipton und Skipsea Castle in Yorkshire. 1242 nahm Forz am Saintonge-Krieg in Südwestfrankreich und 1245 am Feldzug des Königs gegen Wales teil.

## Zweite Heirat und späteres Leben
Nach dem Tod seiner ersten Frau heiratete Forz 1248 oder 1249 Isabel de Redvers, Tochter des Baldwin de Redvers, 6. Earl of Devon, eine weitere reiche Erbin. Durch seinen großen Besitz in Nordengland und durch die verwandtschaftlichen Beziehungen seiner ersten Frau war Forz ein wichtiger Unterhändler des Königs mit den Schotten. Als Heinrich III. 1231 mit dem schottischen König in York einen Waffenstillstand schloss, diente Forz als einer der Bürgen für den schottischen König. 1251 wurde Forz zum Richter für die königlichen Wälder in Cumberland ernannt. 1255 wurde er als Gesandter nach Schottland genannt. Im selben Jahr wurde er Sheriff von Cumberland und Verwalter von Carlisle Castle, diese beiden Ämter behielt er bis zu seinem Tod. 1257 nahm er wegen Krankheit nicht an den Krieg in Wales teil und bezahlte stattdessen Schildgeld. Während der Krise von 1258 spielte er jedoch wieder eine wichtige Rolle. Er gehörte nach der Anerkennung der Provisions of Oxford dem neuen Staatsrat an und eskortierte die Lusignans, die Halbbrüder des Königs, als sie England verlassen mussten. Im März 1259 unterstützte er Richard de Clare, 5. Earl of Hertford, der wieder auf die Seite des Königs gewechselt war, und verbündete sich auch mit dem Thronfolger Lord Eduard. Im Herbst 1259 begleitete er den König nach Frankreich, wo dieser den Vertrag von Paris mit dem französischen König schloss. Von Paris begleitete er den König im Februar 1260 nach Saint-Omer. Wegen Rechtsfragen reiste er wenig später erneut nach Frankreich und starb in Amiens. Er wurde in Thornton Abbey in Lincolnshire in der Nähe seiner Mutter begraben, bis auf sein Herz, das neben einer seiner Töchter in Meaux Abbey in Yorkshire begraben wurde.
Die Ehe mit seiner ersten Frau Christiana war kinderlos geblieben. Mit seiner zweiten Frau Isabella hatte er drei Söhne und zwei Töchter, doch nur seine Tochter Aveline erreichte das Erwachsenenalter. Sie heiratete Edmund, Earl of Lancaster, einen jüngeren Sohn des Königs und starb kinderlos 1274.